# Kristus lever – underbara ord
Kristus lever – underbara ord är en påskpsalm av Selma Sundelius-Lagerström från 1884. Varje strof slutar som psalmen börjar: "Kristus lever". Psalmen blev något bearbetad för 1986 års psalmbok; bland annat ströks den sista mer väckelsebetonade strofen.
Melodin (4/4, D-dur) är komponerad av Lowell Mason 1839.

## Publicerad i
- Svenska Missionsförbundets sångbok 1920 nr 146 under rubriken "Jesu uppståndelse".
- Sionstoner 1935 som nr 221 under "Passionstiden"
- Den svenska psalmboken 1986 som nr 152 under rubriken "Påsk".
- Sionsharpan 1993 som nr 53 under rubriken "Påsk"
- Lova Herren 1988 som nr 197 under rubriken "Påsk".